# Andro Bušlje
Andro Bušlje, hrvaški vaterpolist, * 4. januar 1986, Dubrovnik, SFRJ.
Nastopal je na poletnih olimpijskih igrah leta 2008, poletnih olimpijskih igrah leta 2012 in poletnih olimpijskih igrah leta 2016. Na poletnih olimpijskih igrah 2012 je bil del hrvaške ekipe, ki je osvojila zlato medaljo. Je desničar in igra položaj sredinskega branilca. Od leta 2016 do 2019 je igral za grški mogočni klub Olympiacos, s katerim je v Ligi prvakov 2017–18 osvojil LEN. Vaterpolo je začel igrati pri 12 letih, v reprezentanci pa je debitiral leta 2005. Bušlje velja za najboljšega branilca na svetu.
Bušlje je trenutno kapetan hrvaške reprezentance, s katero je osvojil olimpijsko zlato medaljo, dvakratni svetovni prvak in evropski prvak. Je edini vaterpolist na svetu, ki je osvojil 7 medalj FINA za svetovno prvenstvo (2 zlati, 1 srebrno in 4 bronaste), kar je rekord vseh časov od leta 2017.